# Vicarello (Collesalvetti)
Vicarello è una frazione del comune italiano di Collesalvetti, nella provincia di Livorno, in Toscana.
È la seconda frazione del comune per numero di abitanti.

## Storia
Il nome Vicarello ha una etimologia discussa: sicuramente ha a che fare con vicus, villaggio, ma da alcuni è interpretato come "piccolo vico", da altri come "vicus Aurelii", villaggio di Aurelio. Sicuramente le sue origini possono comunque essere riportate al periodo romano. In epoca medievale Vicarello non era un castello, a differenza delle località limitrofe, ma formava comunque un comune, uno dei 13 in cui era diviso l'attuale territorio del Comune di Collesalvetti.
Il documento più antico che ricorda Vicarello, se si esclude la sua primitiva denominazione di "Vico Bruci" (forse dal longobardo brugg tradotto in ponte) richiamata in una pergamena dell'archivio arcivescovile di Pisa del 26 giugno 750, è un contratto di vendita rogato il 13 giugno 1283 dal notaio Persavalle da Valtriano, tra Donna Gherardesca, figlia del fu Puccio di Manetto da Vicarello e Alamanno detto Manuccio, cartolaio. Vicarello era sede di una pieve il cui giuspadronato apparteneva alla nobile famiglia della Gherardesca, che vi possedeva anche vasti appezzamenti di terreno. Da alcuni documenti del 1338 risulta che i conti della Gherardesca avevano a Vicarello un palazzo con annessa torre, detta Colombaia, insieme ad una corte. Questa Colombaia era di fatto un podere, a cui facevano capo i possedimenti terrieri dei Della Gherardesca. Nell'anno 1409, dopo la vittoria di Firenze su Pisa, Vicarello e Collesalvetti divennero un solo comune, ed anzi erano confusi l'uno con l'altro come risulta da alcuni atti di vendita.
Nel periodo Mediceo anche Vicarello come Collesalvetti viene soggetto alla Podesteria di Rosignano prima e al Vicariato di Lari poi. Il 1476 è una data importante perché la tenuta di Vicarello viene acquistata da Lorenzo e Giuliano de' Medici, e, insieme ai possedimenti della vicina Collesalvetti, essa diventerà il nucleo della futura grande fattoria medicea di Collesalvetti. Vicarello rimase completamente circondato da boschi e paludi e soggetto alla malaria fino almeno alla metà del XVI secolo, quando iniziarono i primi tentativi di bonifica della zona con lo scavo del Fosso Reale ad opera dell'Ufficio dei fiumi e fossi di Pisa, per volere di Cosimo I. Le bonifiche proseguirono in epoca lorenese con alcune colmate, metodo più efficace di bonifica, con il prosciugamento dei vasti Paduli di Vicarello, della Chimerla che permisero di risanare i terreni della fattoria di Guinceri e il padule dell'Isola. Importante è la colmata di Mortaiolo, avvenuta nel 1790, cui seguì la costruzione di tre importanti poderi: San Ferdinando, San Leopoldo, e Le Pollacce, in stile architettonico rurale "leopoldino". Queste case coloniche furono realizzate su committenza del primo proprietario di queste nuove terre bonificate, tale Eustachio Mospignotti di Livorno, cui si deve anche la costruzione dell'acquedotto delle Pollacce, che serviva questi tre poderi.
Vicarello non ha mai abbandonato la sua tradizione contadina: nel corso dell'Ottocento e del Novecento il lavoro dei campi ha contraddistinto la crescita del villaggio, divenuto un paese di quasi 3 000 abitanti. Ad oggi sul territorio di Vicarello non sono presenti industrie o attività artigianali di rilievo; nei suoi paraggi, come nella vicinissima località di Mortaiolo, si possono ammirare distese di campi coltivati e natura incontaminata, fattore che aumenta il pregio di questo paese. Ogni anno a Vicarello si svolge la Festa della Fienagione, che unita alla Festa Patronale diventa una sorta di rievocazione storica della tradizione contadina e barrocciaia del paese.

## Monumenti e luoghi d'interesse
- Chiesa di San Jacopo